# 南山伏町
南山伏町（日语：／ Minami-yamabushichō */?）是東京都新宿區的町名。已實施住居表示，不設「丁目」。2010年8月1日為止的人口有639人。郵遞區號為162-0854。

## 地理
位於新宿區東部。北與北山伏町之間以大久保通為界，東臨細工町，南接納戶町與二十騎町，西連市谷甲良町。町內以住宅地為主，大久保通沿線多公寓與商店。

## 歷史
原為牛込山伏町的南半部。
- 1872年（明治5年）：以大久保通為界分南山伏町、北山伏町。
- 1911年（明治44年）：去除牛込冠稱，為南山伏町。
- 1990年（平成2年）：與近鄰五町實施住居表示，延續舊町名、町界。

### 地名由來
山伏町南半部而得名。

## 交通
町域內沒有鐵路車站，可利用都營大江戶線牛込柳町站與牛込神樂坂站。

## 設施
- 牛込警察署

## 備註
1. ↑  『角川日本地名大辞典 13　東京都』、角川書店、1991年再版、P879
2. ↑  .   [2013-08-10]. （原始内容存档于2014-08-19）.

## 外部連結
- 新宿區役所（页面存档备份，存于）